# گناهان جوانی
گناهان جوانی (ایتالیایی: Peccati di gioventù) یک فیلم درام ایتالیایی با کارگردانی سیلویا آمادیو است که در سال ۱۹۷۵ منتشر شد.

## بازیگران
- گلوریا گوئیدا
- داگمار لاساندار
- سیلوانو ترانکوئیلی
- دانا گیا
- فرد روبسام